# بين لامب (ممثل)
بين لامب (بالإنجليزية: Ben Lamb)‏ هو ممثل بريطاني، ولد في 24 يناير 1989 في إكزتر في المملكة المتحدة.

## أعمال

### أفلام
- (2014) مختلفة[5][6]

## روابط خارجية
- بين لامب على موقع IMDb (الإنجليزية)
- بين لامب على موقع ألو سيني (الفرنسية)
- بين لامب على موقع قاعدة بيانات الفيلم (الإنجليزية)